# Alexei Kudrin

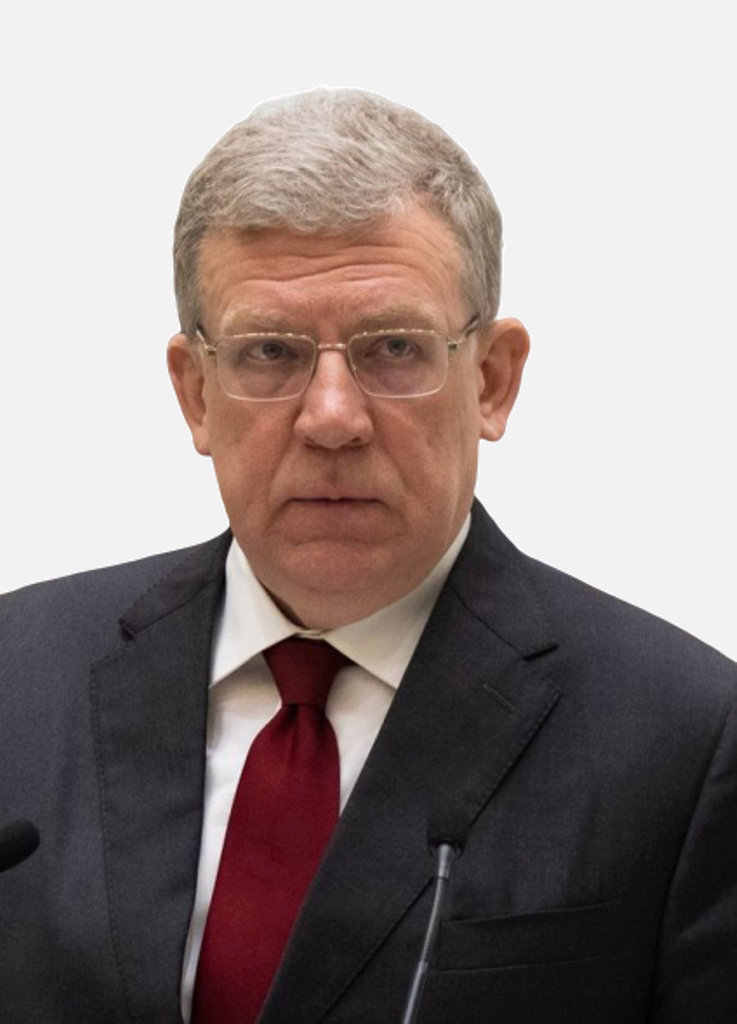
Alexei Kudrin (2020)

Alexei Leonidovich Kudrin (em russo:  Алексей Леонидович Кудрин) (12 de Outubro de 1960) é um político russo e ex-ministro das finanças da Federação da Rússia, cargo que desempenhou de 18 de Maio de 2000 a 26 de setembro de 2011 após discussão com o presidente em exercício, Dimitri Medvedev, em 26 de setembro do mesmo ano (Ministro das Finanças russo cai em disputa de poder ).
Frequentou a Universidade Estatal de Leninegrado onde viria a ser graduado em 1983.